# SBヒューマンキャピタル
SBヒューマンキャピタル株式会社（英: SB Human Capital Corp.）は、転職情報サイトの開発および運営や人材紹介・教育関連を主な事業とする日本の企業。SBメディアホールディングスの子会社。

## 概要
1999年9月に「イーキャリア株式会社」として設立され、同年10月に新卒・転職サイトとして「イーキャリア」をオープン。以後イーキャリアをはじめとし、「イーキャリアFA」「キャリオク」など複数の転職サイトの企画・運営を行っている。
2004年4月に「ソフトバンク・ヒューマンキャピタル株式会社」へ商号変更。その後2013年10月に「SBヒューマンキャピタル株式会社」へと商号変更された。傘下にはギルドワークスやマムズラボなどがある。

## 沿革
- 1999年
  - 9月30日 - 「イーキャリア株式会社」が設立。
  - 10月 - 新卒・転職サイト「イーキャリア」 オープン。
  - 12月27日 - ダイヤモンド・ビッグと業務提携[2]。
- 2000年
  - 8月28日 - ダイヤモンド・ビッグと2002年度新卒サイト「就活ポラリス」を提供。
  - 11月2日 - 「Yahoo!就職・転職情報」および文化放送ブレーン「メガジョブ」と提携[3]。
  - 12月25日 - BIGLOBEのサイト上で求人情報提供を開始。
- 2001年
  - 4月 - アビリティデザイン株式会社を買収。
  - 4月18日 - リードネットワークと提携し地方就職情報を拡充[4]。
  - 10月30日 - 2003年度新卒サイト「就活ポラリスLEAD」オープン。
- 2002年
  - 1月 - 紹介会社情報サイト「イーキャリア・エックス（eCareer-X）」オープン。
  - 5月17日 - ＠niftyサイト上で転職情報提供を開始。
  - 6月5日 - TOEICテスト情報の提供を開始。
  - 7月25日 - ソフトバンク パブリッシング（現・SBクリエイティブ）と協業でCADに関する転職情報とCAD資格関連情報を融合した新コンテンツを提供。
  - 8月28日 - ソフトウェアエンジニアに関する転職情報と、情報処理技術者試験関連情報を融合した新コンテンツを提供。
  - 9月30日 - ZDNetと共同でIT分野に特化した人材スカウトサービス「ZDNet ITスカウト」を開始。
- 2003年
  - 2月 - 派遣情報サイト「イーキャリア派遣サーチ」 オープン。
  - 9月5日 - エン・ジャパンとの著作権訴訟に敗訴[5]。
- 2004年
  - 2月 - 転職アドバイザー・紹介会社検索サイト「イーキャリアFA」オープン。
  - 4月 - ソフトバンク・ヒューマンキャピタル株式会社に社名変更。
  - 8月11日 - 転職データベース「仁王 nioh.jp」オープン[6]
  - 9月21日 - 合弁でHRソリューションズを設立。
- 2005年4月1日 - HRソリューションズが採用業務支援アプリケーション「リクログ」提供開始[7]。
- 2007年
  - 9月18日 - 情報発信コンテンツサイト「キャリア転職ラボ」をオープン。
  - 11月11日 - インターネット関連転職サイト「イーキャリアプラス」をオープン。
- 2009年
  - 1月 - 求人企業と人材紹介会社のマッチングサービス「レジュメバンク」β版オープン。
  - 6月 - 東京都港区赤坂に本社を移転。
  - 9月1日 - 「レジュメバンク」正式オープン[8]
  - 11月24日 - 人材紹介会社向け求人企業開拓代行サービス「求人バンク」の提供を開始。
- 2010年
  - 9月14日 - Ustreamの配信機能を使った転職ライブチャンネル「キャリアストリーム（CareerStream）」オープン。
  - 12月9日 - Ustreamを活用したオンラインでの会社説明会配信サービス「就活ライブチャンネル2012」オープン[9]。
- 2011年
  - 1月11日 - iPhone向け求人検索アプリ「ジョブサーチ」をリリース。
  - 6月27日 - 東京都港区六本木に本社を移転。
  - 6月16日 - 被災者向け仕事情報サイト「One Job for Japan」を開設[10]。
  - 10月21日 - 転職求人情報サイト「イーキャリアJobsearch」をリリース。
  - 11月1日 - Facebookに特化した採用情報管理ツール「Job Builder」の提供を開始。
- 2012年
  - 2月22日 - デジタルハリウッドと共同でクリエイター向け就職・転職サイト「Worket Career」をオープン[11]。
  - 6月7日 - フリーランス・個人事業主やスタートアップの収入確保を支援する「イーキャリアパートナーズクラブ」の運営を開始[12]。
  - 9月7日 - 学生向けキャリア支援サービス「みらい図鑑」をリリース[13]。
  - 12月27日 - 帝京大学とみらい図鑑を活用した「能動体験型プログラム」を共同開発[14]。
- 2013年
  - 2月26日 - イマジカデジタルスケープと提携しクリエイター・エンジニアの転職サイト「クリ博ナビPRO」へ求人情報提供を開始[15]。
  - 3月5日 - スターツ出版の「OZmall」と提携[16]。
  - 4月1日 - 「みらい図鑑」を「イーキャリア エージェント就活」としてリニューアル[17]。
  - 10月1日 - SBヒューマンキャピタル株式会社に社名変更[18]。
  - 10月1日 - デジアナコミュニケーションズと提携しフレッシュアイを母体とした「フレッシュアイキャリア」を構築[19]。
  - 11月18日 - アパレルウェブと提携しアパレル・ファッション業界情報サイト「apparel-web.com」へ求人情報の提供を開始[20]。
  - 12月2日 - トータルブレーンと提携し広告・PR・WEB業界情報サイト「広告転職.com」へ求人情報の提供を開始[21]。
- 2014年
  - 4月1日 - クラウド型ソフトウェア受託開発事業を手がけるギルドワークス株式会社を設立[22][23]。
  - 5月7日 - デジタルハリウッドと提携し産学連携による採用直結型クリエイター教育プログラム「ジョブドラ」を開始[24]。
  - 12月4日 - プロ野球選手のセカンドキャリア支援サービス「イーキャリアNEXTFIELD」を開始[25][26]。
- 2015年
  - 2月25日 - ソフトバンクショップ運営店のスタッフ募集に特化した求人サイト 「ソフトバンクショップ求人ガイド」をオープン[27]。
  - 3月10日 - イーキャリアNEXTFIELDにおいてバスケットボール選手のセカンドキャリア支援を開始[28]。
  - 10月16日 - 地方都市の雇用創出などを支援する自治体向けコンサルティング事業を開始[29]。
  - 12月15日 - タイの日系企業向け求人サイト事業に参入。OZAKI Consulting.Co.,Ltd.へ株式約5%の資本参加。取得額は約7,500万円[30]。
- 2016年
  - 2月25日 - 「ワイモバイルショップ求人ガイド」の提供開始。
  - 3月15日 - IT・Web業界の技術者を対象とした「第2回 MVP Award」にメディアスポンサーとして参加。
  - 4月6日 - 地方創生プロジェクト「隼Lab.」のコンセプトが決定。
  - 4月15日 - 全国各地のフリーランスママが企業や社会の課題を解決する「Mom’s Lab（マムズラボ）」を開始。
  - 8月10日 - イーキャリアFAのスマートフォンアプリをリリース。
  - 9月30日 - 全国1700市町村の移住情報を網羅した「移住ナビ」を開始。
  - 12月28日 - マムズラボ、首都圏最大級のファミリー向けイベント「かぞくみらいフェス」を開催。
- 2017年
  - 1月12日 - 岡山県新見市の地方創生を支援。
  - 2月8日 - アクセラレータープログラムを開始。
  - 4月6日 - マムズラボ、障がい者向け就労移行支援施設における教育プログラム開始。
  - 4月7日 - 鳥取県八頭町におけるまちづくり事業会社の設立。
  - 7月3日 - マムズラボ株式会社を設立。
  - 12月5日 - センチュリー21加盟店の採用に特化した求人サイト 「センチュリー21の求人ガイド」の提供を開始。
- 2018年
  - 3月5日 - ソフトバンクショップ販売スタッフ募集に特化した新卒者求人サイト 「ソフトバンクショップ新卒ガイド」の提供を開始。
  - 4月10日 - SBヒューマンキャピタルが障がい者向けIT人材育成・就職支援を全国50ヶ所で展開へ。